# 蒺藜目
蒺藜目为双子叶植物蔷薇类植物分支下一目，下有两科：蒺藜科（Zygophyllaceae）和刺球果科（Krameriaceae）。